# Alimento

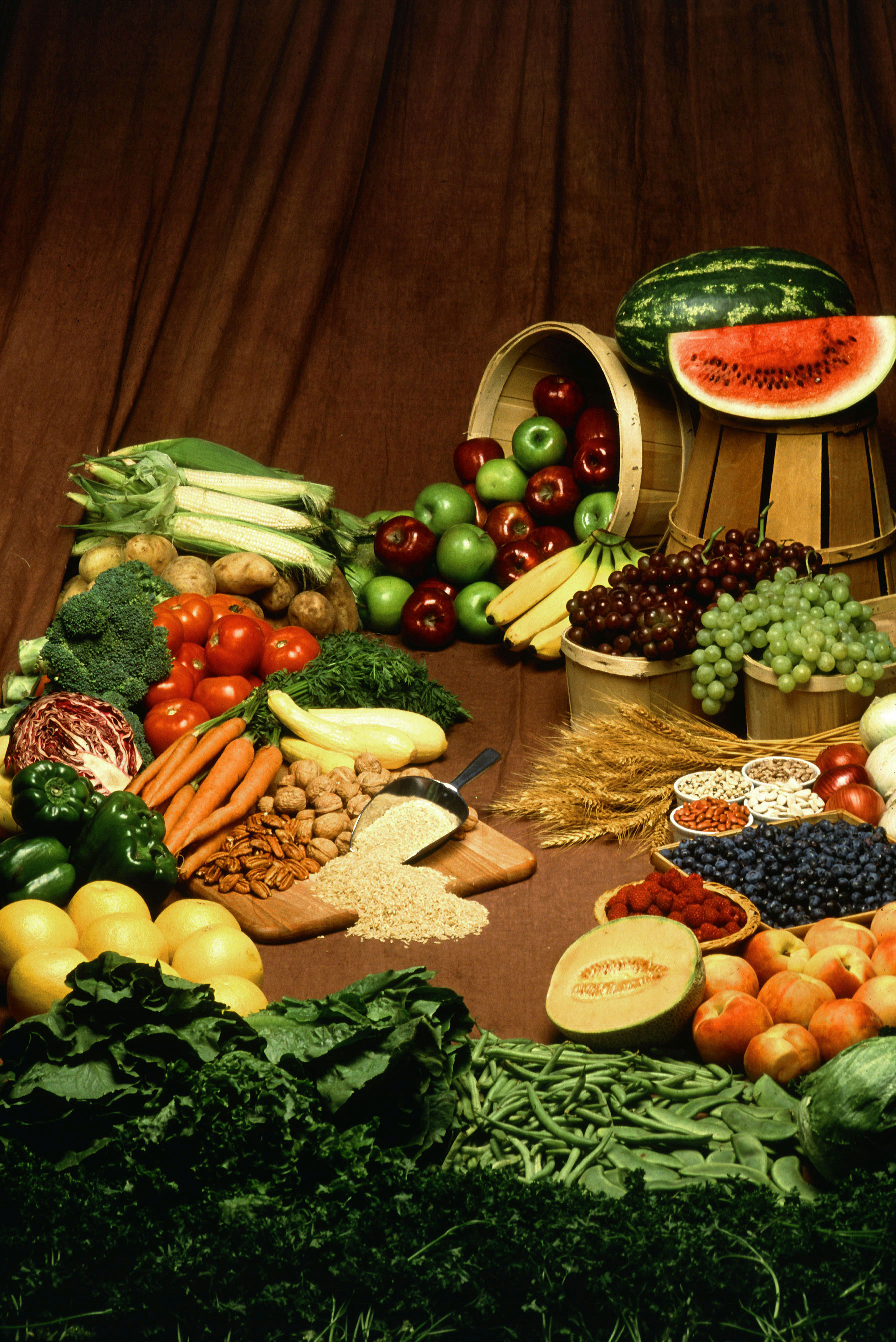
Alimentos vegetais

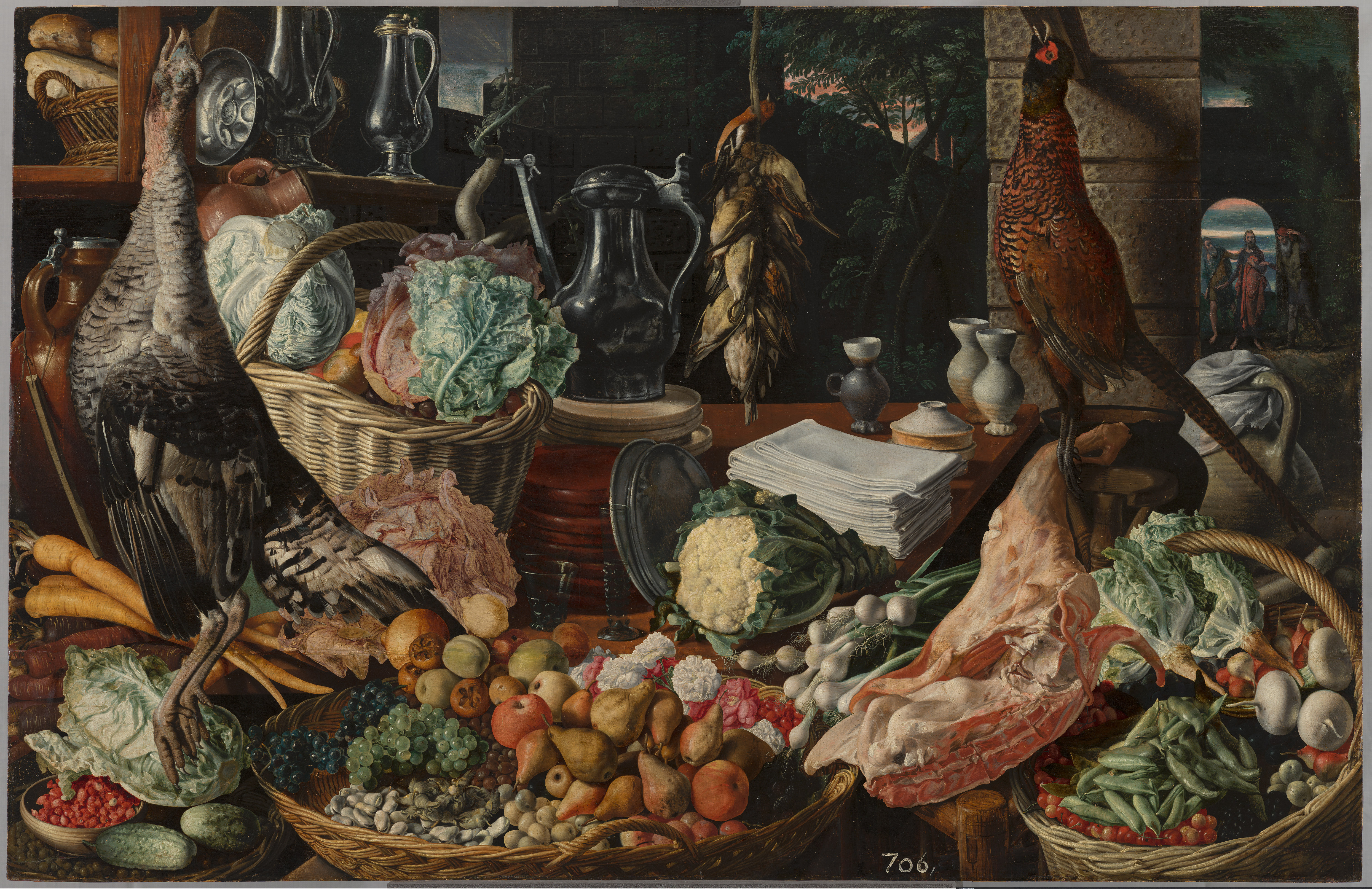
Joachim Beuckelaer, 1560-1565

Alimento (do latim alimentum) é toda substância utilizada pelos seres vivos como fonte de matéria e energia para poderem realizar as suas funções vitais, incluindo o crescimento, movimento e reprodução. Para o ser humano, a alimentação inclui, ainda, várias substâncias que não são necessárias para as funções biológicas mas que fazem parte da cultura, como compostos químicos psicotrópicos, temperos, corantes e conservantes usados nos alimentos, mas que podem fazer bem aos seres humanos, ou mal.

## Pirâmides alimentares

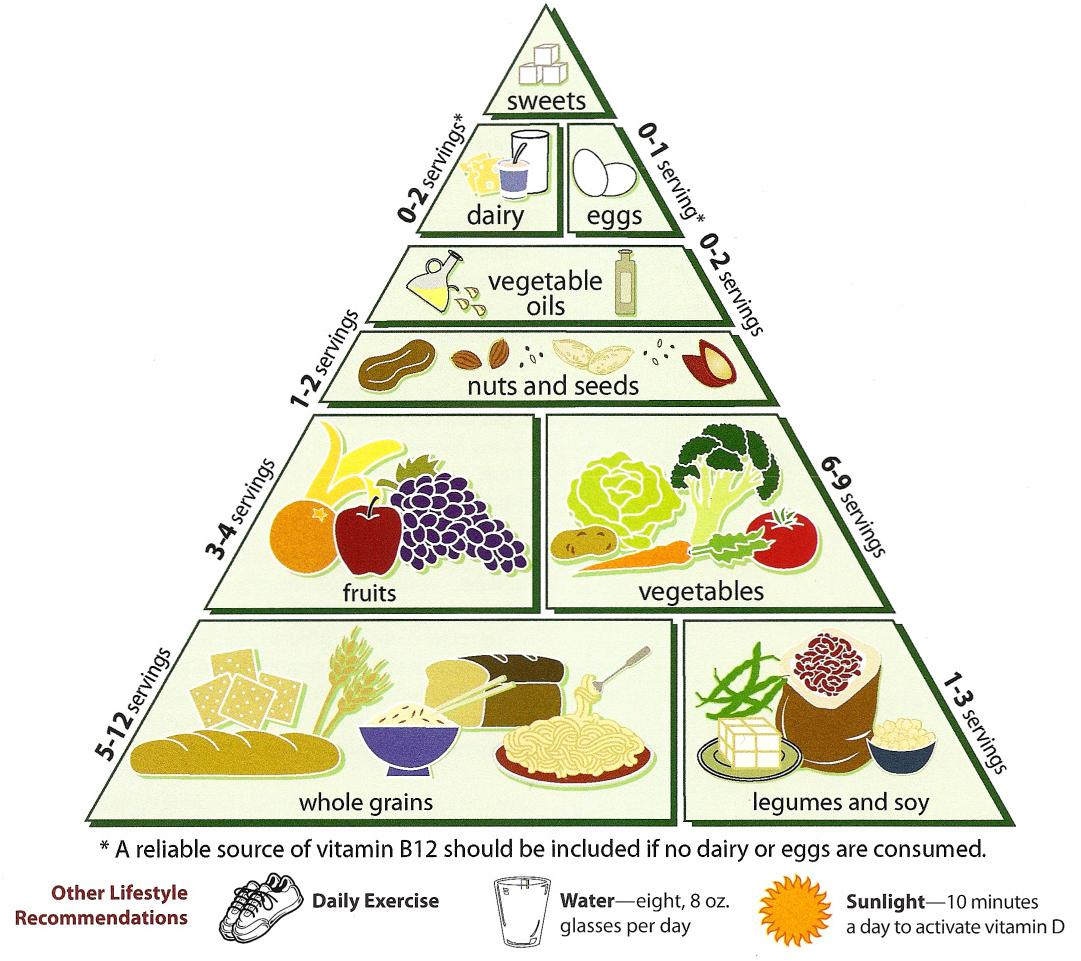
Exemplo de pirâmide alimentar vegetariana. Na base os alimentos recomendados em maior proporção, no topo, em menor.

As pirâmides alimentares são esquemas gráficos que distribuem os vários tipos de alimentos nas proporções recomendadas por certas instituições. Periodicamente surgem novos esquemas, adaptados aos hábitos e às necessidades de cada sociedade e aos avanços das pesquisas científicas.
Em 1992, o Departamento de Agricultura dos Estados Unidos (USDA) montou o primeiro esquema em forma de pirâmide. Nele, incentivava-se a ingestão de carboidratos - como massas, pães e cereais - em vez de gorduras.
A pirâmide alimentar vegana, por sua vez, sugere o consumo de 6 a 8 copos de água por dia e ingestão de proteínas vegetais ao invés dos animais.

## Alimentação esíntese proteica
Os vegetais são capazes de sintetizar proteínas de fontes inorgânicas de nitrogênio, mas os animais não possuem essa capacidade, razão pela qual necessitam de alimentos ricos em proteínas e aminoácidos.
O organismo animal sintetiza as proteínas utilizadas pelo seu próprio organismo a partir das proteínas ingeridas pela alimentação. A alimentação deve fornecer a quantidade de aminoácidos necessários para essa transformação, pois a falta de qualquer um dos aminoácidos compromete a utilização dos outros e o funcionamento do próprio organismo devido à consequente falta de proteínas.
De acordo com a American Dietetice, as proteínas devem representar cerca de 15% do total da dieta diária de uma pessoa. É muito difícil um indivíduo desenvolver uma deficiência proteica, mas pode acontecer, ingerindo uma quantidade insuficiente de alimentos, tanto de origem animal quanto de origem vegetal, ou ingerindo quantidades de açúcar e álcool muito altos, pois ambos são grandes fontes de calorias, pobres em nutrientes e não contêm proteína em suas composições.

## Hábitos alimentares

### Desenvolvimento histórico
Os seres humanos são animais omnívoros que podem consumir tanto produtos de origem animal como vegetal. Na pré-história, o homem utilizou tanto plantas, ou partes delas, quanto frutos e raízes para se alimentar, mas também, principalmente com o desenvolvimento de instrumentos de caça, tornou-se caçador-coletor, acrescentando animais na sua alimentação e, ulteriormente, com o domínio do fogo, o cozimento dos alimentos, tendo um papel principal na evolução humana. Com a experiência da idade do gelo, é provável que os seres humanos quisessem gerar algum sentimento de segurança controlando o crescimento das plantas e dos animais disponíveis. Isto conduziu à agricultura, que tem melhorado continuamente e alterado a maneira como o alimento é obtido.

### Refeições

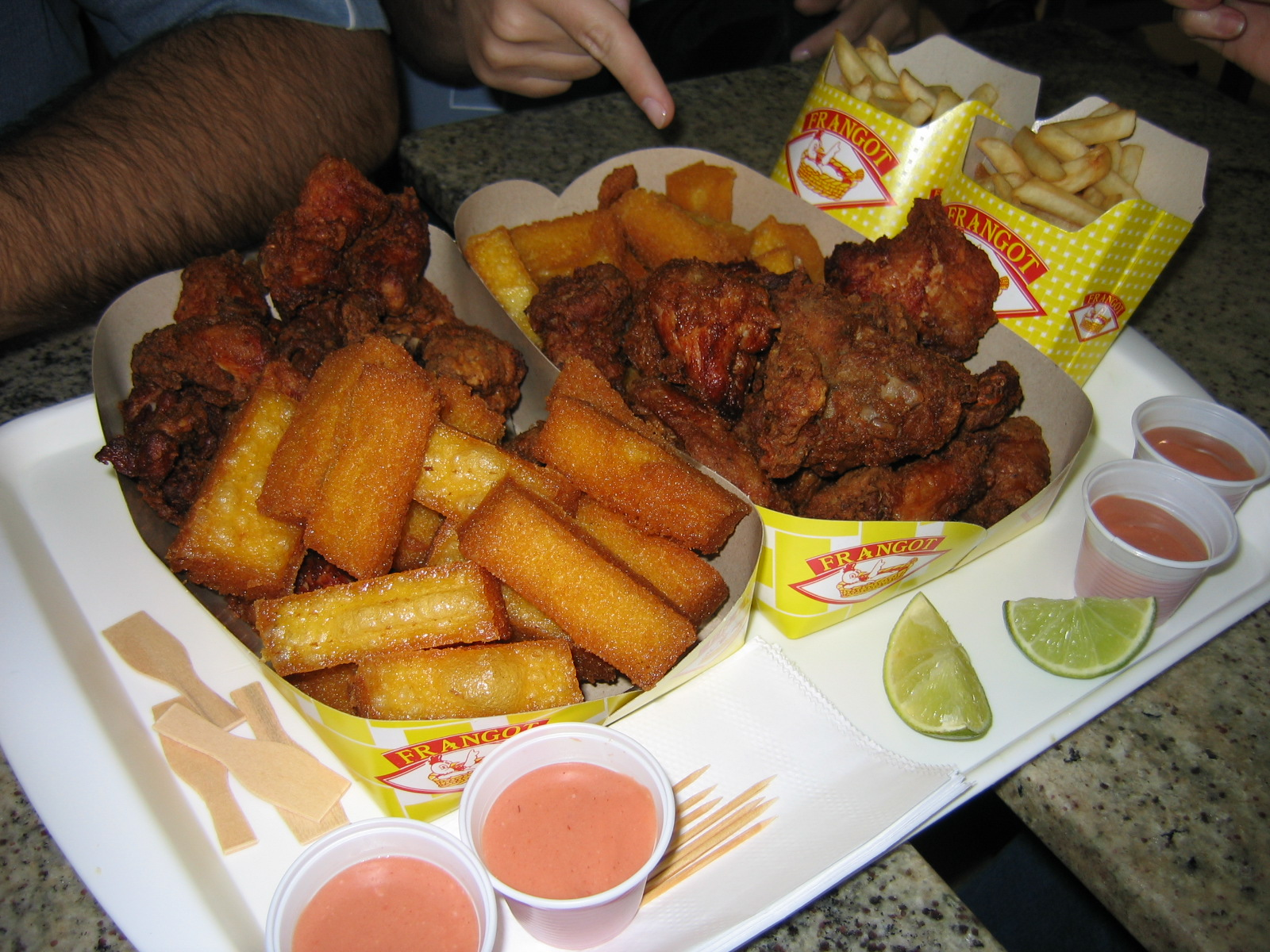
Diversos alimentos fritos: ricos em lipídios e carboidratos, exemplo de refeição apreciada pelos humanos.

Uma seleção de alimentos complementares diferentes comidos na mesma ocasião compreende uma refeição. Os povos escolhem frequentemente realizar refeições junto com outros membros da família ou amigos, o que é visto como importantes ocasiões sociais. Os alimentos consumidos em quantidades menores entre as refeições principais são considerados como lanche. Os acepipes e bebidas tomados imediatamente antes duma refeição, para “abrir o apetite”, designam-se aperitivos.
O número das refeições em um dia, seu tamanho, composição, quando e como são preparadas e ingeridas variam extremamente em torno do mundo e dependem do clima local, da ecologia, da economia, tradições culturais e industrialização. As refeições representam também um papel importante na celebração de muitos festivais culturais e religiosos.
Nas sociedades onde a disponibilidade de alimentos se elevou acima dos níveis de subsistência e dos alimentos básicos, as refeições são também oferecidas pré-preparadas para o consumo imediato nos restaurantes e outras instalações similares. Nas sociedades industriais, as refeições contêm frequentemente uma proporção mais elevada de alimento de origem animal.

### Vegetarianismo
Para pessoas vegetarianas, a deficiência de proteínas se torna ainda mais difícil, pois a proteína animal possui grande quantidade dos aminoácidos essenciais para o nosso organismo. Entretanto, o vegetariano restrito de qualquer alimento animal, ou seja, o vegano, acredita poder conseguir todo o suprimento proteico necessário a partir de uma dieta vegetariana. A soja é o alimento vegetal que possui equivalência protéica à proteínas animal.
A dieta vegetariana possui um menor conteúdo proteico do que uma dieta baseada em carne, entretanto isso não é uma desvantagem. Estudos comprovam que o consumo excessivo de proteínas pode ocasionar cálculos renais, osteoporose e um aumento do colesterol, pois a proteína animal é rica em gorduras. Portanto, uma dieta rica em legumes, grãos, frutas e vegetais tem proteínas suficientes para uma dieta saudável.

## Produção ou aquisição de alimentos
Os alimentos são tradicionalmente obtidos através da agricultura, pecuária, pesca, caça, coleta e outros métodos de subsistência localmente importantes para algumas populações, mas menos para outras.
Na era moderna, nas nações desenvolvidas, as fontes de alimento são cada vez mais dependentes da agricultura industrial, da aquicultura e das instalações industriais de produção de animais, técnicas que apontam para maximizar a quantidade de alimento produzida e, por outro lado, minimizar o custo. Esta aproximação, que se baseia numa satisfação parcial da relação entre o consumidor e a demanda, estimula a biodiversidade, a autoconfiança local e os métodos da agricultura orgânica.

## Origem dos alimentos
A alimentação é uma característica típica dos seres vivos. É também uma forma de troca de energia entre os mesmos, através de uma teia alimentar. Os principais produtores de energia são os chamados produtores, em maioria plantas e vegetais, mas qualquer ser clorofilado tem essa capacidade de extrair energia da luz para armazenar em açúcar. Logo, as variações desse açúcar constituem a principal fonte de alimentação. Para seres humanos, isso termina se dividindo entre ingerir animais e vegetais.
Contudo, existem também a água, principal componente de vida, e os sais minerais, encontrados principalmente na água mineral que auxilia o processo de alimentação. Funcionam e agem de diferentes formas, por exemplo como catalisadores, solventes ou como uma "cola biológica". Podem ser considerados, basicamente, "conectores da energia" que constituem cada ser vivo, dando forma inclusive às membranas celulares, que são constituídas em maioria por açúcares. Os sais, encontrados em pouca quantidade na maior parte dos seres vivos, atuam principalmente para manter um equilíbrio osmótico para com o meio ambiente, desde celular até corpóreo.

### Alimentos provenientes de vegetais

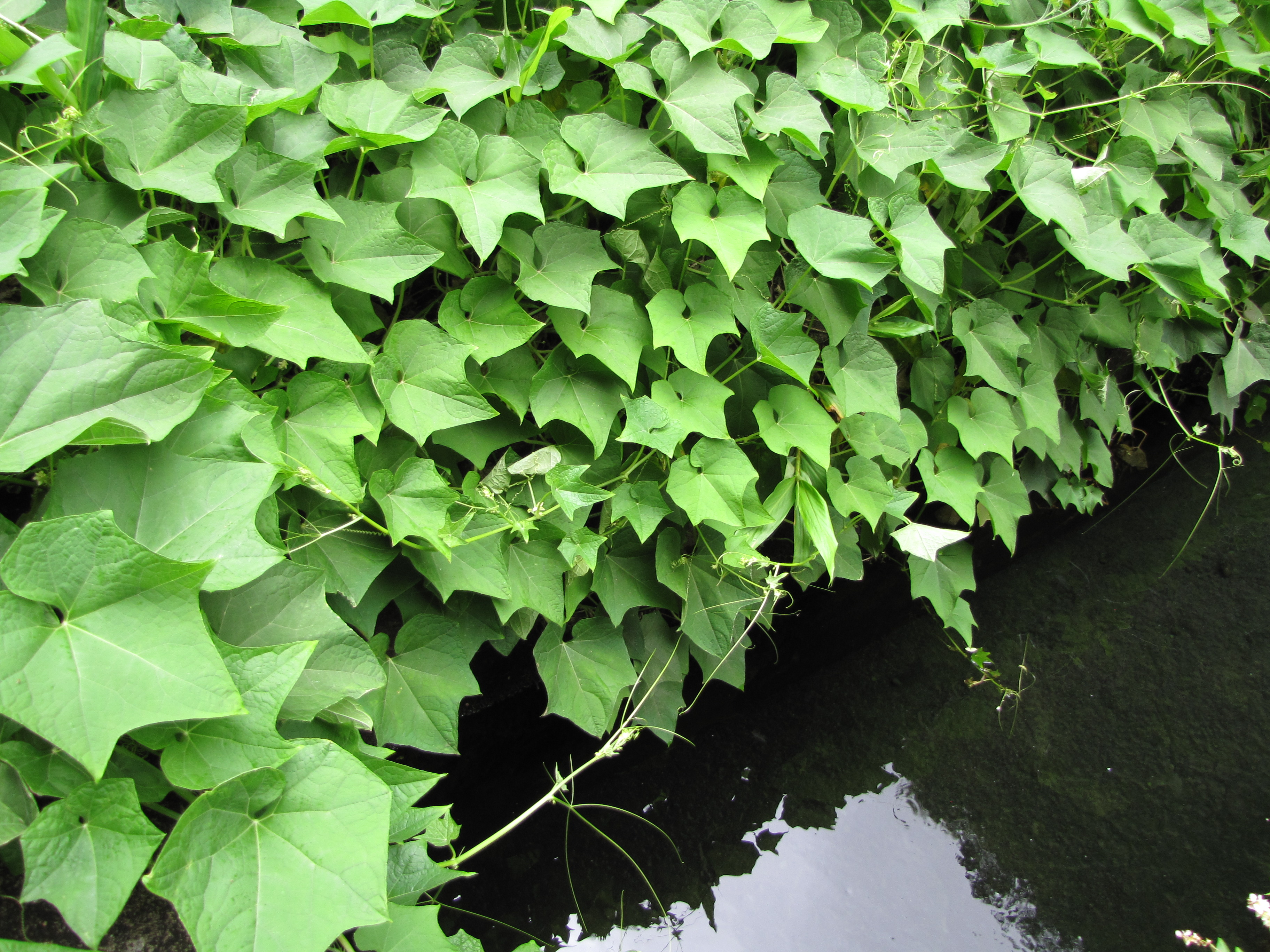
Folhas e brotos de chuchu: exemplos de PANC.

- Cereais, incluindo cevada, milho, aveia, arroz, centeio, trigo, ou seus derivados, tais como cuscuz, massa, pão, cerveja e outros.
- Açúcar
- Frutas fresca e secas e seus derivados, como sumos, vinhos, compotas e outros (veja também lista de frutas)
- Legumes e hortaliças, incluindo couve, alface, cebola, cenoura, feijão, ervilha, lentilha, batata  (veja também lista de vegetais)
- Especiarias (veja também lista de ervas aromáticas)
- Ervas medicinais
- Chá e café
- PANC's (Plantas alimentícias não convencionais) plantas, cultivadas ou silvestres, próprias para o consumo mas que normalmente não são usadas na alimentação humana. E também partes comestíveis (sementes, folhas, brotos, ramos, frutos) [10] de plantas cultivadas em larga escala, que não são aproveitadas.[11]

### Alimentos provenientes de animais
- Leite e seus derivados, incluindo manteiga, queijo, iogurte e outros produtos;
- Ovos de aves e também as ovas de peixe e o caviar;
- Insetos, em algumas culturas (veja também antropoentomofagia);
- Mel;
- Carne de mamíferos, como vaca, cabra, cavalo, canguru, carneiro, porco e seus derivados, incluindo fiambre, chouriço, linguiça, e outros;
- Carne de aves domésticas e de caça, incluindo galinha, peru, pato, ganso, pombo, avestruz, ema, galinhola, faisão, codorniz e muitas outras;
- Produtos aquáticos, incluindo peixes, como salmão e tilápia, e mariscos como o camarão e outros crustáceos, amêijoa e outros moluscos;
- Caracóis, polvo e outros gastrópodes.

### Fungos
- Cogumelos

## Alimentos orgânicos
Alimentos orgânicos são todo tipo de vegetal e produto de origem animal que não teve, durante sua produção (plantação, criação e colheita), qualquer interferência química, como agrotóxicos. A grande vantagem dos alimentos orgânicos passa pela questão de serem mais naturais e, consequentemente, mais saudáveis.

## Disciplinas relacionadas
As disciplinas que se relacionam com a alimentação são:
- A dietética, um ramo da medicina que estuda quais os alimentos mais apropriados para melhorar a vida das pessoas;
- A nutrição, um ramo da biologia e também da medicina que estuda as características dos alimentos e os processos biológicos que eles sofrem ou provocam;
- A culinária, que se ocupa da forma como os alimentos são utilizados nas várias culturas humanas.[13]

## Definição legal
Muitos países têm leis que visam a assegurar que os alimentos produzidos, comercializados ou consumidos não prejudiquem a saúde dos seus cidadãos. Por exemplo, alimento ou comida pode ser definido legalmente como:
1. produtos usados para comer ou beber pelo homem ou outros animais;
2. pastilha elástica (ou goma de mascar); e
3. produtos usados na confecção dos produtos mencionados acima.[carece de fontes?]